# Custer (Dakota del Sud)
Custer è un comune (city) degli Stati Uniti d'America e capoluogo della contea di Custer nello Stato del Dakota del Sud. La popolazione era di 2.067 abitanti al censimento del 2010.

## Geografia fisica
Secondo lo United States Census Bureau, la città ha una superficie totale di 6,58 km², dei quali 6,55 km² di territorio e 0,03 km² di acque interne (0,43% del totale).

## Società

### Evoluzione demografica
Secondo il censimento del 2010, la popolazione era di 2.067 abitanti.

### Etnie e minoranze straniere
Secondo il censimento del 2010, la composizione etnica della città era formata dal 94,82% di bianchi, lo 0,53% di afroamericani, il 2,61% di nativi americani, lo 0,19% di asiatici, lo 0% di oceanici, lo 0,48% di altre etnie, e l'1,35% di due o più etnie. Ispanici o latinos di qualunque etnia erano il 2,61% della popolazione.